# I. e. 401
Évszázadok: i. e. 6. század – i. e. 5. század – i. e. 4. század
Évtizedek: i. e. 450-es évek – i. e. 440-es évek – i. e. 430-as évek – i. e. 420-as évek – i. e. 410-es évek – i. e. 400-as évek – i. e. 390-es évek – i. e. 380-as évek – i. e. 370-es évek – i. e. 360-as évek – i. e. 350-es évek
Évek: i. e. 406 – i. e. 405 – i. e. 404 – i. e. 403 –  i. e. 402 – i. e. 401 – i. e. 400 – i. e. 399 – i. e. 398 – i. e. 397 – i. e. 396

## Események

### Perzsa Birodalom
- Ifjabb Kürosz ürügyül használva Tisszaphernésszel való nézeteltérését az ióniai városokat illetően  nagy sereget gyűjt, mintegy 20 ezer katonát, amelynek a fele görög zsoldos. A Taurusz-hegység felé indul, de amikor Thapszakosznál elérik az Eufráteszt, bejelenti, hogy megdönti bátyja, II. Artaxerxész hatalmát. A perzsa király sietve összeszedi csapatait és a kunaxai csatában legyőzi Küroszt, aki maga is elesik az ütközetben.
- A Mezopotámia közepén magukra maradt görög zsoldosok Xenophón vezetésével az ellenséges vidéken perzsákkal, örményekkel, kurdokkal megküzdve elverekszik magukat a Fekete-tenger partján fekvő Trapezuntig (Xenophón az eseményeket Anabaszisz c. művében írta meg).

### Görögország
- Meghal II. Agisz spártai király; helyét féltestvére, II. Agészilaosz veszi át.

## Itália
- Rómában consuli jogkörű katonai tribunusok: Lucius Valerius Potitus, Cnaeus Cornelius Cossus, Marcus Furius Camillus, Caeso Fabius Ambustus, Manlius Aemilius Mamercinus és Lucius Iulius Iullus.

### Kína
- Csou An-vang lesz a Csou-dinasztia királya.

## Kultúra
- Az athéni Dionüszia fesztiválon posztumusz előadják Szophoklész tragédiáját, az Oidipusz Kolonoszban-t (az ún. thébai trilógia részeként az Antigonéval és a Oidipusz királlyal együtt).

## Halálozások
- II. Agisz, spártai király
- Klearkhosz, spártai hadvezér és zsoldos
- Ifjabb Kürosz, II. Dareiosz perzsa király fia

## Fordítás
- Ez a szócikk részben vagy egészben  a(z)   401 BC című angol Wikipédia-szócikk ezen változatának fordításán alapul.  Az eredeti cikk szerkesztőit annak laptörténete sorolja fel. Ez a jelzés csupán a megfogalmazás eredetét és a szerzői jogokat jelzi, nem szolgál a cikkben szereplő információk forrásmegjelöléseként.